# Cyclizine
La cyclizine est un antihistaminique utilisé contre la nausée, les vomissements et les étourdissements associés à la cinétose, au vertige et aux suites d'une anesthésie générale et à l'administration d'opioïdes. Elle présente un effet antiémétique plus prononcé et un effet sédatif plus léger que les autres antihistaminiques. Elle est parfois prescrite contre l'hyperémèse gravidique bien que l'emballage indique qu'il faille en éviter l'absorption pendant la grossesse.
La cyclizine est connue pour avoir été choisie par la NASA comme antiémétique lors de la première mission habitée vers la Lune.
Il existe également un usage illégal de ce médicament comme substituant aux opiacés ainsi qu'un usage récréatif comme hallucinogène en raison de ses propriétés anticholinergiques.

## Divers
La cyclizine fait partie de la liste des médicaments essentiels de l'Organisation mondiale de la santé (liste mise à jour en avril 2013).